# Kel Carruthers
Kelvin "Kel" Carruthers (3 de enero de 1938) fue un campeón mundial australiano del Campeonato del Mundo de Motociclismo y director de equipo. Después de su carrera de piloto, se convirtió en director de equipo de pilotos como Kenny Roberts y Eddie Lawson.

## Biografía
Carruthers era hijo de un dueño de una tienda de motocicletas y aprendió a trabajar con motos desde una edad joven. Empezó a pilotar con 10 años y disputó su primera carrera con 12. En la década de los 60, había ganado los Campeonatos Nacionales australianos en la categoría de 125cc, 250 cc, 350 cc y 500 cc.
En 1966, se traslada a Europa con su familiar para competir en los campeonatos británicos y carreras de circuito corto Internacionales, incluyendo Grandes Premios pilotando una Drixton Aermacchi. En la temporada 1969 ya pilota para la escudería Aermacchi. Hasta la mitad de la temporada de 1969, se ofrece a la escudería Benelli y gana el Gran Premio de Isla de Man de 250cc. Después del Isla de Man, Aermacchi le libera de su contrato para continuar con Benelli para conseguir campeonato mundial de 250 cc después de una lucha entre Herrero y Kent Andersson.

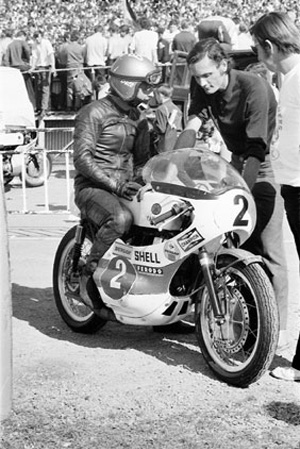
Kel Carruthers, Mallory Parque 1970

Después de 1970 la temporada de Grandes Premios, acepta una oferta de Yamaha para correr en América. Yamaha le nombró tutor del joven piloto Kenny Roberts. En 1973, Carruthers se convirtió en el gerente del equipo de carreras estadounidense de Yamaha. Bajo la dirección de Carruthers, Roberts ganaría los campeonatos nacionales de 1973 y 1974 para Yamaha.  
Cuando se hizo evidente que Yamaha no tenía una moto capaz de competir con el equipo dominante Harley Davidson, decidieron enviar a Carruthers y Roberts a Europa para competir en los campeonatos mundiales de carreras. 
Con Carruthers afinando las motos y ofreciendo orientación, Roberts ganó tres campeonatos mundiales consecutivos en 1978, 1979 y 1980. Carruthers también dirigió a Eddie Lawson en un Campeonato Mundial de 500cc en 1984.
Carruthers pasó a trabajar para varios equipos del Mundial hasta la temporada de 1995. En 1996, cogió un trabajo con el equipo de carreras de fábrica de embarcaciones Sea-Doo, ayudándoles a ganar varios títulos nacionales y mundiales. Regresó al motociclismo en 1998 dirigiendo un equipo de Yamaha de motocross.
En 1985, Carruthers era incluido en la Sala de Australia del Deporte de Fama, y en 1999, en el Motorcycle Hall of Fame.

## Resultados en el Campeonato del Mundo
Sistema de puntuación desde 1950 hasta 1968:
| Posición | 1.º | 2.º | 3.º | 4.º | 5.º | 6.º |
| Puntos   | 8   | 6   | 4   | 3   | 2   | 1   |

Sistema de puntuación desde 1969 hasta 1987:
| Posición | 1.º | 2.º | 3.º | 4.º | 5.º | 6.º | 7.º | 8.º | 9.º | 10.º |
| Puntos   | 15  | 12  | 10  | 8   | 6   | 5   | 4   | 3   | 2   | 1    |

(Clave) (las carreras en negrita indican posición de pole; las carreras en cursiva indican vuelta más rápida)

### Carreras por año
| Año  | Cat.  | Equipo    | 1       | 2       | 3       | 4       | 5       | 6       | 7       | 8       | 9       | 10      | 11      | 12      | 13    | Puntos | Posición | Gana |
| ---- | ----- | --------- | ------- | ------- | ------- | ------- | ------- | ------- | ------- | ------- | ------- | ------- | ------- | ------- | ----- | ------ | -------- | ---- |
| 1966 | 125cc | Honda     | ESP -   | GER -   |         | NED -   |         | RDA -   | CZE -   | FIN 8   | ULS 8   | IOM 12  | NAT 7   | JAP -   |       | 0      | –        | 0    |
| 1966 | 350cc | Norton    |         | GER -   | FRA -   | NED 10  |         | RDA 9   | CZE -   | FIN 4   | ULS 9   | IOM Ret | NAT 7   | JAP -   |       | 3      | 18.º     | 0    |
| 1966 | 500cc | Norton    |         | GER Ret |         | NED 10  | BEL Ret | RDA Ret | CZE -   | FIN Ret | ULS 13  | IOM 11  | NAT Ret |         |       | 0      | –        | 0    |
| 1967 | 125cc | Honda     | ESP -   | GER -   | FRA -   | IOM 5   | NED -   |         | RDA -   | CZE Ret | FIN 5   | ULS 4   | NAT 7   | CAN -   | JAP - | 7      | 8.º      | 0    |
| 1967 | 250cc | Suzuki    | ESP -   | GER -   | FRA -   | IOM 12  | NED -   | BEL -   | RDA -   | CZE -   | FIN -   | ULS -   | NAT -   | CAN -   | JAP - | 0      | –        | 0    |
| 1967 | 350cc | Aermacchi |         | GER 5   |         | IOM 10  | NED 6   |         | RDA 4   | CZE -   |         | ULS 4   | NAT -   |         | JAP - | 9      | 7.º      | 0    |
| 1967 | 500cc | Norton    |         | GER Ret |         | IOM Ret | NED -   | BEL Ret | RDA -   | CZE 9   | FIN Ret | ULS 14  | NAT Ret |         | JAP - | 0      | –        | 0    |
| 1968 | 125cc | Honda     | GER 6   | ESP -   | IOM 3   | NED -   |         | RDA -   | CZE -   | FIN 10  | ULS 6   | NAT -   |         |         |       | 6      | 10.º     | 0    |
| 1968 | 250cc | Aermacchi | GER -   | ESP -   | IOM Ret | NED -   | BEL -   | RDA -   | CZE -   | FIN -   | ULS -   | NAT -   |         |         |       | 0      | –        | 0    |
| 1968 | 350cc | Aermacchi | GER 3   |         | IOM Ret | NED Ret |         | RDA 3   | CZE 4   |         | ULS 2   | NAT -   |         |         |       | 17     | 3.º      | 0    |
| 1968 | 500cc | Norton    | GER Ret | ESP -   | IOM 6   | NED 5   | BEL 5   | RDA Ret | CZE Ret | FIN 8   | ULS 6   | NAT 6   |         |         |       | 7      | 11.º     | 0    |
| 1969 | 125cc | Aermacchi | ESP 6   | GER 10  | FRA 12  | IOM 2   | NED Ret | BEL -   | RDA -   | CZE 9   | NAT -   |         | NAT -   | YUG -   |       | 20     | 10.º     | 0    |
| 1969 | 250cc | Benelli   | ESP -   | GER -   | FRA -   | IOM 1   | NED 2   | BEL 3   | RDA 5   | CZE 3   | FIN 4   | ULS 1   | NAT 2   | YUG 1   |       | 89     | 1.º      | 3    |
| 1969 | 350cc | Aermacchi | ESP 2   | GER 6   |         | IOM NC  | NED 7   |         | RDA 7   | CZE 7   | FIN Ret | ULS -   | NAT -   | YUG -   |       | 29     | 7.º      | 0    |
| 1969 | 500cc | Aermacchi | ESP -   | GER 8   | FRA Ret | IOM NC  | NED -   | BEL Ret | RDA -   | CZE -   | FIN -   | ULS -   | NAT -   | YUG -   |       | 3      | 44.º     | 0    |
| 1970 | 250cc | Yamaha    | GER 1   | FRA Ret | YUG -   | IOM 1   | NED Ret | BEL 2   | RDA -   | CZE 1   | FIN Ret | ULS 1   | NAT 2   | ESP Ret |       | 84     | 2.º      | 4    |
| 1970 | 350cc | Yamaha    | GER 2   |         | YUG 2   | IOM Ret | NED 4   |         | RDA 3   | CZE 4   | FIN 4   | ULS -   | NAT DNS | ESP Ret |       | 28     | 2.º      | 0    |